# ورزشگاه الیاس فیگوئروآ براندر
ورزشگاه الیاس فیگوئروآ براندر (تلفظ در اسپانیایی: [eˈli.as fiɣeˈɾoa] | به انگلیسی: Elías Figueroa Brander Stadium)، که قبلا با نام های ورزشگاه منطقه‌ای چیلدپورتز و ورزشگاه شهری والپارایسو شناخته می شد، یک ورزشگاه چندمنظوره در والپارایسو، شیلی است. به دلیل حومه ای که در آن واقع شده است معمولاً به عنوان ورزشگاه پلایا آنچا شناخته می شود. در حال حاضر بیشتر برای مسابقات فوتبال استفاده می شود و ورزشگاه خانگی سانتیاگو واندررس است. این ورزشگاه دارای ۲۰۵۷۵ مساحت است،  در سال ۱۹۳۱ ساخته شد  و در سال ۲۰۱۴ بازسازی شد.
بیشترین تعداد تماشاگران در الیاس فیگوئروآ، سپس "شهرداری والپارایسو"، ۲۳۱۰۹ نفر برای بازی لیگ برتری بین سانتیاگو واندررس و کولو-کولو (۰-۲) در ۲۵ اکتبر ۱۹۵۳ بود.
در ژوئیه ۲۰۲۲، این مکان برای میزبانی مسابقات فوتبال زنان در بازی‌های پان امریکن ۲۰۲۳ تأیید شد.
در جولای ۲۰۲۴، به عنوان یکی از ۵ محل میزبانی جام جهانی فوتبال زیر ۲۰ سال ۲۰۲۵ تایید شد.